# Cimabue
Cimabue pravim imenom Cenni di Pepo, ili u modernom talijanskom Bencivieni di Pepo  (oko 1240., Firenca(?) - 1302.), talijanski slikar.  Prvi majstor talijanskog slikarstva koji se pokušao osloboditi formalizma bizantskog slikarstva i likovima dati individualna obilježja te ih prikazati u pokretu. Utemeljitelj ideja ranoga trecenta i prethodnik mlađeg suvremenika Giotta.
U ono vrijeme bio je najveći slikar oltarnih slika. Trudio se životnijem prikazu ljudi i objekata. 
Svete Cimabueove slike imaju veliku izražajnu snagu, a u njima se osjeća bizantinski utjecaj, kako to odaje način prikazivanja draperije i likova. Crtež prevladava nad plastičnim oblikom, a svjetlucavost zlata (svjetlosni učinak) podsjeća na blještavilo mozaika.
Cimabue je slikao freske u objema crkvama sv. Franje u Assisiju (Majka Božja s Djetetom, anđelima i sv. Franjom; Raspeće i dr.).
U mozaiku je izradio Sv. Ivana Krstitelja u apsidi pizanske prvostolnice.
Tehnikom tempere na dasci na zlatnoj pozadini naslikao je nekoliko kompozicija Majke Božje s Djetetom.
Majka Božja s Djetetom koja se čuva u firentinskoj galeriji Uffizi ima mnogo detalja koji svoje korijene vuku iz bizantske umjetnosti – zlatna pozadina, zlatni detalji na Gospinoj haljini i njihove duge, tanke figure. Bogato ukrašeni tron nema vidljive potpore straga nego nam se doima kako se cijeli uzdiže u vis, potpuno poništavajući svoju stvarnost i težinu. Poput prizora Krista u bizantskoj i romaničkoj umjetnosti i ovaj je naslikan s gestama i proporcijama odrasla čovjeka. 

## Poveznice
- Slikarstvo gotike
- Gotika